# 灰線魮
灰線魮（学名：Barbus nigrifilis）為輻鰭魚綱鯉形目鯉科魮屬的其中一個種。分布於非洲剛果民主共和國盧阿拉巴河與Luvua河流域，體長可達2.2公分。

## 扩展阅读
維基物種上的相關：灰線魮